# Greta Richioud
Greta Richioud, née le 11 octobre 1996 à Tournon-sur-Rhône, est une coureuse cycliste française.

## Carrière
Fille d'un coureur cycliste, elle fait une première tentative à l'école de cyclisme à l'âge de dix ans, mais n'accroche pas. Elle se tourne vers l'aviron durant trois ans, sport que sa sœur Ingrid pratique également avec un certain succès. Elle reprend le cyclisme ensuite. Elle court jusqu'en juniors dans le club de sa ville natale : l'Union Cycliste Tain Tournon puis pour le club Sport Ardèche,.
En juniors, elle brille à la fois sur les épreuves en ligne et contre-la-montre. En 2013, elle participe à sa première course internationale au championnat d'Europe sur route. Elle profite de la côte dans le dernier kilomètre pour s'échapper seule et s'imposer. Elle passe un bac scientifique dans le lycée de sa ville. 
En 2014, elle est très déçue d'être battue de deux secondes par Margot Dutour lors du contre-la-montre des championnats de France juniors. Sur l'épreuve en ligne, elle est marquée par ses adversaires et ne peut pleinement s'exprimer.
En 2015, elle devient professionnelle au sein de l'équipe Poitou-Charentes.Futuroscope.86.
Elle signe pour Hitec Products pour la saison 2020.
En 2021, elle est engagée par l'équipe Arkéa.
Elle fait le choix de mettre un terme à sa carrière de coureuse cycliste à la fin de la saison 2024.

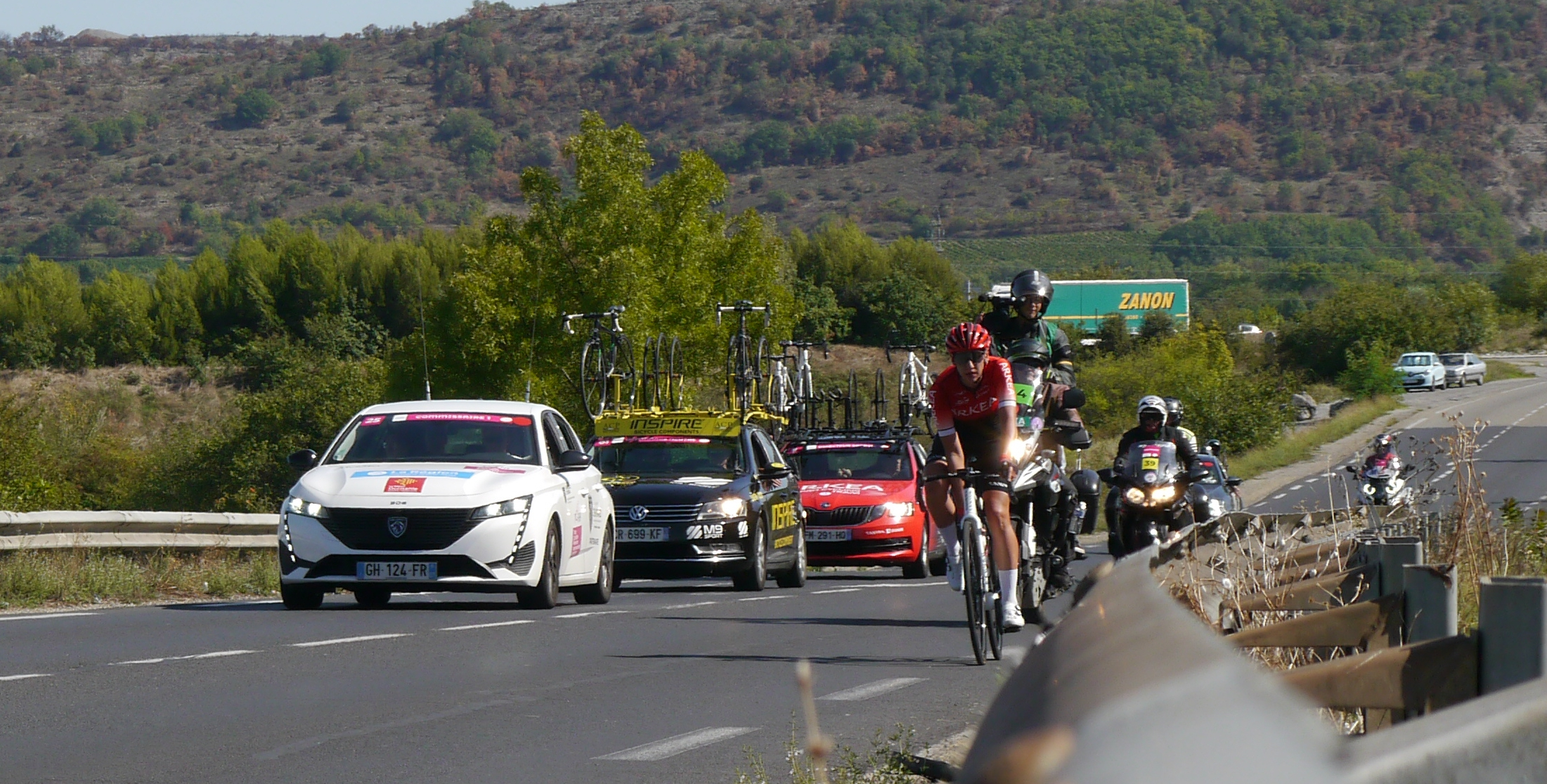
Greta Richioud échappée lors du TCFIA 2022
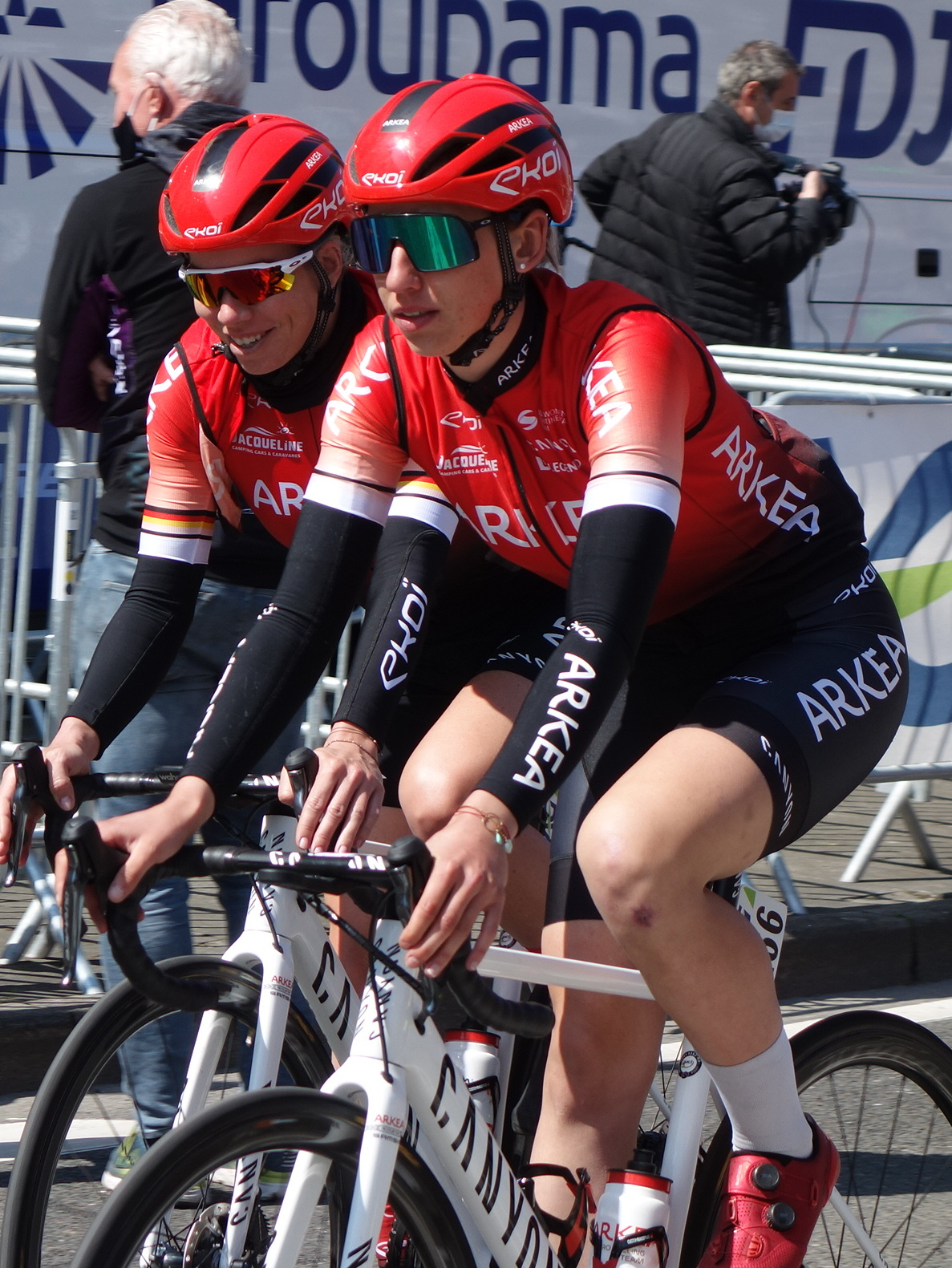
Greta Richioud a l'arrivée de LBL women 2021.

## Palmarès sur route

### Par années
- 2013
  -  Championne d'Europe sur route juniors
- 2014
  - Coupe de France juniors
  - 2e du championnat de France du contre-la-montre juniors
  - 2e du Chrono des Nations juniors
  - 2e du Trofeo Alfredo Binda-Comune di Cittiglio juniors
  - 3e du championnat d'Europe du contre-la-montre juniors
- 2016
  - La Picto-Charentaise (cdf)

### Résultats sur les grands tours

#### Tour de France
1 participation
- 2022 : 55e

### Classements mondiaux
| Année                                 | 2018 | 2019 | 2020 | 2021 | 2022 | 2023  |
| ------------------------------------- | ---- | ---- | ---- | ---- | ---- | ----- |
| Classement UCI                        | 497e | nc   | nc   | nc   | 584e | 1080e |
| UCI World Tour                        | 271e | nc   | nc   | nc   | nc   | nc    |
|                                       |      |      |      |      |      |       |
| Légende : nc = non classéSource : UCI |      |      |      |      |      |       |